# Carl Linde

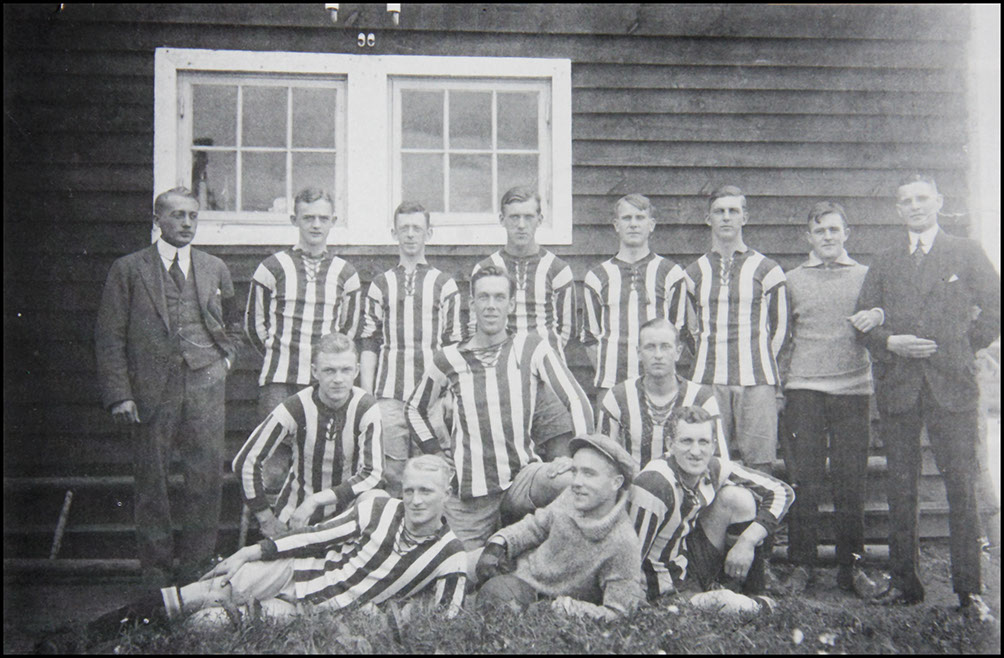
Carl Linde (stående längst till vänster) som lagledare för IFK Göteborg, 1917.

Carl "Ceve" Linde, född 4 april 1890, död 13 april 1952, var en svensk idrottsledare, fotbollsspelare och sportjournalist. Han spelade själv först fotboll i IFK Uddevalla och IFK Göteborg. Men Linde var mer framgångsrik som sportchef och lagledare, både för såväl IFK Göteborg och det svenska fotbollslandslaget. Men är allra mest känd som sportjournalist. Han var även den första initiativtagaren till att Sverige skulle arrangera fotbolls-VM 1958. Linde invaldes 2015 i SFS Hall of Fame.

## Biografi och spelarkarriär
Linde föddes i Malmö den 4 april 1890 som son till Wilhelm Linde (1847–1890), en brandman som dog innan Carl föddes, och Anna Katarina Lundberg (1850–1925). Han flyttade till Uddevalla vid 14 års ålder, där han tog sin realexamen. Han deltog i grundandet av IFK Uddevalla 1905 och agerade som klubbens sekreterare fram till 1908, och hjälpte till att grunda IFK Ljungskile 1910, föregångarklubben till Ljungskile SK. Linde bedrev också idrott i allmänhet och var sekreterare för Bohuslän - Dals Idrottsförbund från 1906 tills han rekryterades av IFK Göteborg 1908.
Utanför idrotten arbetade Linde som bankman, inom områden som riskanalys, organisation och ekonomi, något som han sedan fick användning för inom sin sportgärning. Han gifte sig med Ingrid Karin Johansson (1891–1995) 1917. Paret fick två barn, Bo-Christer (1918–2011) och Inga-Britt (född 1920).

## Journalist och författare
Redan i ung ålder skrev Linde sportartiklar för tidningarna Bohusläns Tidning (1905–1908) och Göteborgs-Posten (1906–1909) innan han flyttade till idrottsmagasinet Nordiskt idrottslif 1907 arbetade där fram till 1913 (som redaktör från 1911) eller 1914. Mellan 1914 och 1916 arbetade Linde för idrottsmagasinet Idrott som han själv publicerade, tills han flyttade till ledande idrottsmagasinet Idrottsbladet 1916, arbetar för den legendariska entreprenöriella sportjournalisten, chefredaktören och ägaren Torsten Tegnér. Han arbetade som Göteborgsredaktör mellan 1916 och 1922 och sedan igen från 1929, med en period som Malmö-redaktör 1923–1928 medan han bodde där. Det var som spaltist för Idrottsbladet att han började använda pseudonymen "Ceve". Linde arbetade också som svensk korrespondent för flera utländska sporttidningar. Han var ordförande i Idrottsjournalisternas klubb från 1923.

## Död och inflytande
Linde dog relativt ung - strax efter sin 62-årsdag - den 13 april 1952 i Göteborg. Karaktäriserad av hans flit, konstaterar idrottsförfattaren Gunnar Persson att "det är ingen djärv gissning att han arbetade sig själv till döds", och idrottsjournalisten Jesper Högström skriver att han dog "sliten av ett liv i tjänst för fotboll".

Linde tilldelades riddarklassens Vasa-ordning och Sveriges idrottsförbunds förtjänstmärke medan hon var aktiv. Han invaldes postumt till Göteborgs Sportens Hall of Fame 1999, och till SFS Hall of Fame 2015 med följande motivering:
Som svensk fotbolls stora chefsideolog stod "Ceve" bakom den svenska tränarutbildningen som lade grunden för vår storhetstid med fyra medaljer och en fjärde plats i fem mästerskapsstart. Det fick sin epilog hemma, vilket också var en idé från "Ceve". 

### Kontroverser och politik
Som administratör och journalist undvek Linde aldrig att kritisera vad han ansåg var fel, och som sådan har hela hans persona beskrivits som kontroversiell. Linde kämpade mot paternalism under hela sin karriär, och medan han var i urvalskommittén för fotbollslandslaget försvarade han landslagsspelarna som han tyckte behandlades illa "inte som våra likar, utan som en paria-klass utan rättigheter men med alla skyldigheter. Vi agerar som en slags arbetsgivare och förlitar oss på styrelsens obegränsade makt och okränkbarhet, tror vi att vi kan behandla spelarna på vilket sätt som helst."
Linde kritiserades efter Fifa-världsmästerskapet i Italien 1934 då landslagsspelarna hade gjort en romersk hälsning före öppningsmatchen mot Argentina. Spelarna och Linde försvarade det som inte alls som en romersk salut, utan i stället som en vänlig armvinkning, medan John "Bill" Pettersson (då ordförande för urvalskommittén) erkände att det var en fascistisk hälsning. Linde skyllde samtidigt lagtränaren József Nagy, som arbetade i Italien vid den tiden, för att han rådde spelarna att hälsa åskådarna. Linde skrev en lång text om fascism och nazism, med erkännande av nackdelarna, men sade också ursäktande att Hitler "hade ungdomen på sin sida" och att nazisterna i många aspekter "var mer toleranta än vissa svenska fackföreningar" - en hänvisning till det faktum att Ernst Andersson, en av spelarna, tvingades be om ursäkt av sitt fackförbund Metall.
Under andra världskriget var alla potentiella landslagsmotståndare för Sverige antingen ockuperade av nazistiska Tyskland, allierade med dem eller bara möjliga att nå genom tyskt territorium, vilket begränsade urvalet av internationella matcher. På grund av detta mötte Sverige Tyskland i en berömd match på Olympiastadion i Berlin 1942. På resdagen noterade spelarna att Carl Linde saknades i flygplanet. Hans inresevisum hade vägrats dagen innan, och Svenska Fotbollförbundet tystade ner saken för att inte skada förbindelserna med Tyskland. Anledningarna till det nekade visumet inkluderade Lindes nu motsatta inställning mot Tyskland, hans nära förbindelser med den kompromisslöse anti-nazisten Torgny Segerstedt, och den hårda kritiken mot nazisterna från Lindes chefredaktör Torsten Tegnér på Idrottsbladet.